# Fuji T-7
Fuji T-7 (tên cũ là T-3 Kai) là một loại máy bay huấn luyện cơ bản do Fuji Heavy Industries (nay là tập đoàn Subaru) thiết kế sản xuất, và được sử dụng bởi Lực lượng Phòng vệ Trên không Nhật Bản (JASDF).

## Thiết kế và phát triển
T-7 được phát triển từ Fuji T-3 nhằm mục đích đáp ứng các yêu cầu của JASDF về một máy bay huấn luyện cơ bản để thay thế T-3. Thiết kế chung của T-7 là kiểu máy bay một tầng cánh, cánh thấp, một động cơ giống với T-3 nhưng khác ở chỗ thay thế động cơ pít-tông Lycoming bằng động cơ tuốc bin cánh quạt Allison Model 250.
T-7 được lựa chọn để thay thế Pilatus PC-7 vào năm 1998, nhưng quyết định này sau đó đã bị hủy bỏ, bởi vì cuộc thi tuyển chọn phải bắt đầu lại sau khi xảy ra một vụ bê bối tham nhũng - một số nhà quản lý của Fuji bị bắt vì hối lộ một quan chức trong Đảng Dân chủ Tự do cầm quyền của Nhật Bản. Sau đó, cuộc thi được tái khởi động vào tháng 9 năm 2000, Fuji cũng quay lại tham gia với sản phẩm T-7 của mình (khi đó được gọi là T-3 Kai) và một lần nữa giành chiến thắng.

## Lịch sử hoạt động
Chiếc T-7 đầu tiên được bàn giao cho JASDF vào tháng 9 năm 2002.

## Quốc gia sử dụng
Nhật Bản
- Lực lượng Phòng vệ Trên không Nhật Bản

## Thông số kỹ thuật (T-7)
Dữ liệu lấy từ Jane's All The World's Aircraft 2003–2004

### Đặc điểm tổng quát
- Kíp lái: 2 người
- Chiều dài: 8,59 m (28 ft 2 in)
- Sải cánh: 10,04 m (32 ft 11 in)
- Chiều cao: 2,96 m (9 ft 9 in)
- Diện tích cánh: 16,5 m2 (178 ft2)
- Trọng lượng cất cánh tối đa: 1.585 kg (3.494 lb)
- Động cơ: 1 × động cơ tuốc bin cánh quạt Allison Model 250, cung cấp sức mạnh 336 kW (451 mã lực)
- Cánh quạt: Cánh quạt 3 cánh với tốc độ không đổi; đường kính 2,12 m (6 ft 11 in)

### Hiệu suất bay
- Vận tốc bay hành trình: 298 km/h (185 dặm/giờ, 161 hải lý) ở độ cao 915 m (3.002 ft)
- Trọng lượng chịu tải trên cánh: 96,1 kg/m2 (19,7 lb/ft2)
- Lực đẩy/Trọng lượng: 0,2114 kW/kg (0,1286 mã lực/lb)

### Hệ thống điện tử hàng không
- Radio tần số rất cao (VHF)
- Radio tần số cực cao (UHF)
- Bộ tiếp sóng (transponder)
- ICS
- TacAN